# Mary Gawthorpe
Mary Eleanor Gawthorpe (12 de gener del 1881 - 12 de març del 1973) fou una suffragette, socialista, sindicalista i editora anglesa.

## Trajectòria

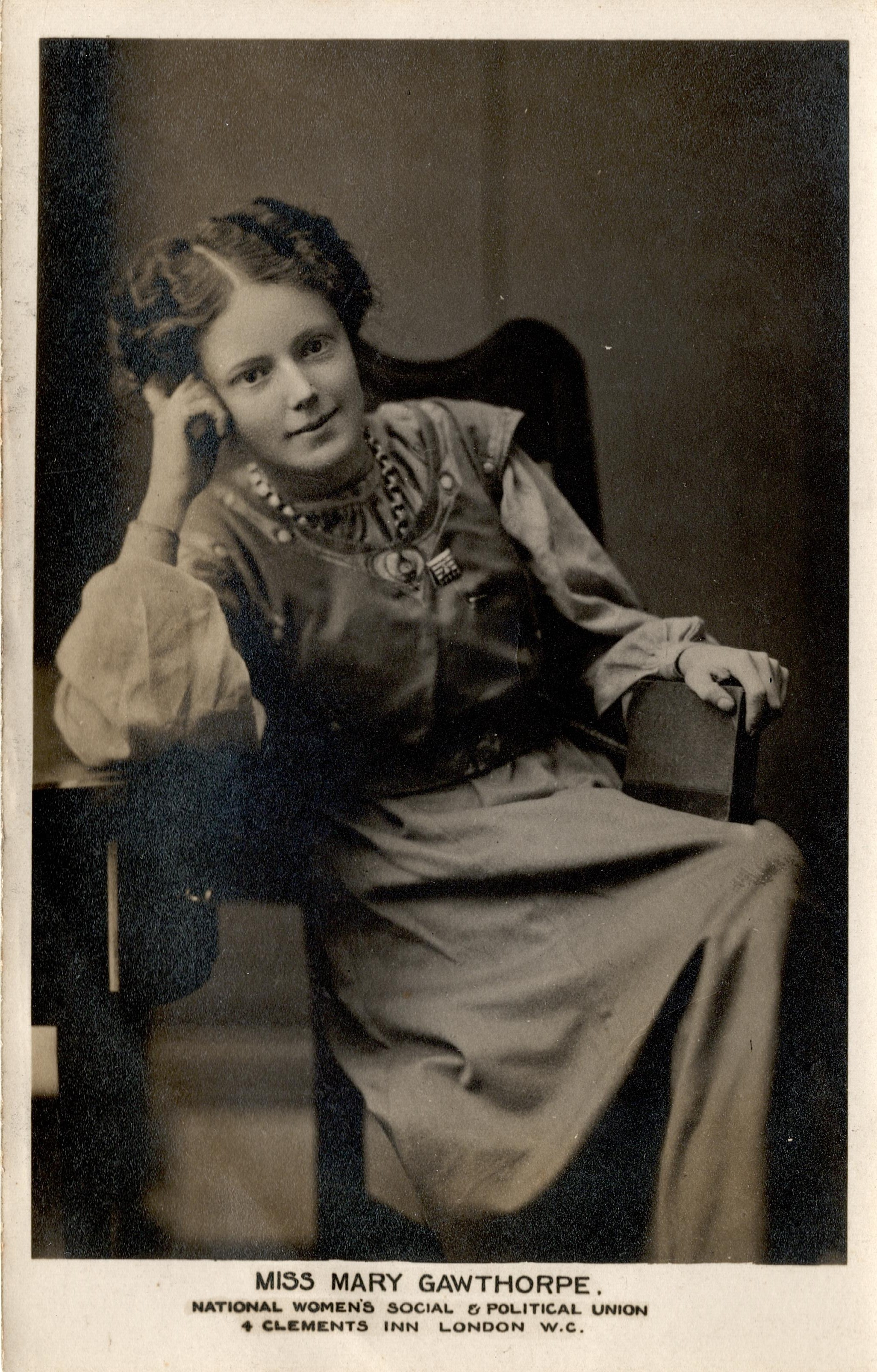
Mary Gawthorpe (cap al 1908)

Mary Gawthorpe nasqué a Woodhouse, Leeds, filla de John Gawthorpe, un pelleter, i Annie Eliza Mountain. La seua mare, des de molt petita, treballava en un molí fins que la seua germana major li va oferir un lloc com a assistenta. Mary Gawthorpe tenia quatre germans; un nadó i una germana major van morir amb un any de diferència per una pneumònia quan Mary tenia set anys, i els altres dos van sobreviure fins a l'edat adulta.
Després de llicenciar-se com a mestra a Leeds, quan ensenyava a l'Escola Hough Lane de Bramley, Mary Gawthorpe començà a militar en el socialisme i participà en la branca local del Sindicat Nacional de Mestres. Entrà en el Partit Laborista Independent i el 1906 esdevingué secretària de la Lliga Laboral de Dones. Va lluitar pel sufragi femení i, al 1905, es va unir a la Unió Social i Política de Dones. El 1906, deixa l'ensenyament per a convertir-se en organitzadora remunerada a temps complet de la WSPU de Leeds. Sylvia Pankhurst arribà a Leicester el 1907 i es va unir a Alice Hawkins, que en va fer les presentacions. A elles s'ajuntà Mary Gawthorpe i van fundar la WSPU de Leicester.
Mary Gawthorpe formava part del Leeds Arts Club. Tenia una estreta amistat amb Alfred Orage, que també era mestre d'escola primària a Leeds. En la seua autobiografia, Mary Gawthorpe descriu l'espai de lectura i les reunions del club, que compartia locals amb la Societat Fabiana i la Societat Teosòfica. També hi explica com va trobar en el club els escrits d'Annie Besant. El Club animava les dones a participar en debats, descrits per Mary com portar "una nova realitat artística a la consciència".
Més tard s'ajuntà amb Christabel Pankhurst a Gal·les, i participà en el moviment laboral. En l'aplec de Gal·les, organitzat per Samuel Evans, que es presentava a la reelecció al Parlament, Mary Gawthorpe, en perfecte gal·lès, va inquietar Evans fent-li preguntes en les seus reunions.
El 1907, Mary Gawthorpe va participar en la campanya electoral de Rutland. Va organitzar un míting a Uppingham i, mentre estava dempeus en un carro acompanyada per algunes dones, una multitud de "joves sorollosos començà a llançar-li caramels durs". Sense deixar-se intimidar, va replicar: "Els dolços al dolç", i va continuar el discurs fins que un ou llançat per la multitud la colpejà al cap, i la va deixar inconscient. Va tornar-hi l'endemà, com una "veritable sufragista", impertèrrita. Sylvia Pankhurst va escriure que "l'incident i la seua valentia la van convertir en l'heroïna de les eleccions".
Mary Gawthorpe també va fer campanya amb Jessie Stephenson i Nellie Martel en les eleccions parcials de Jarrow del 1907.

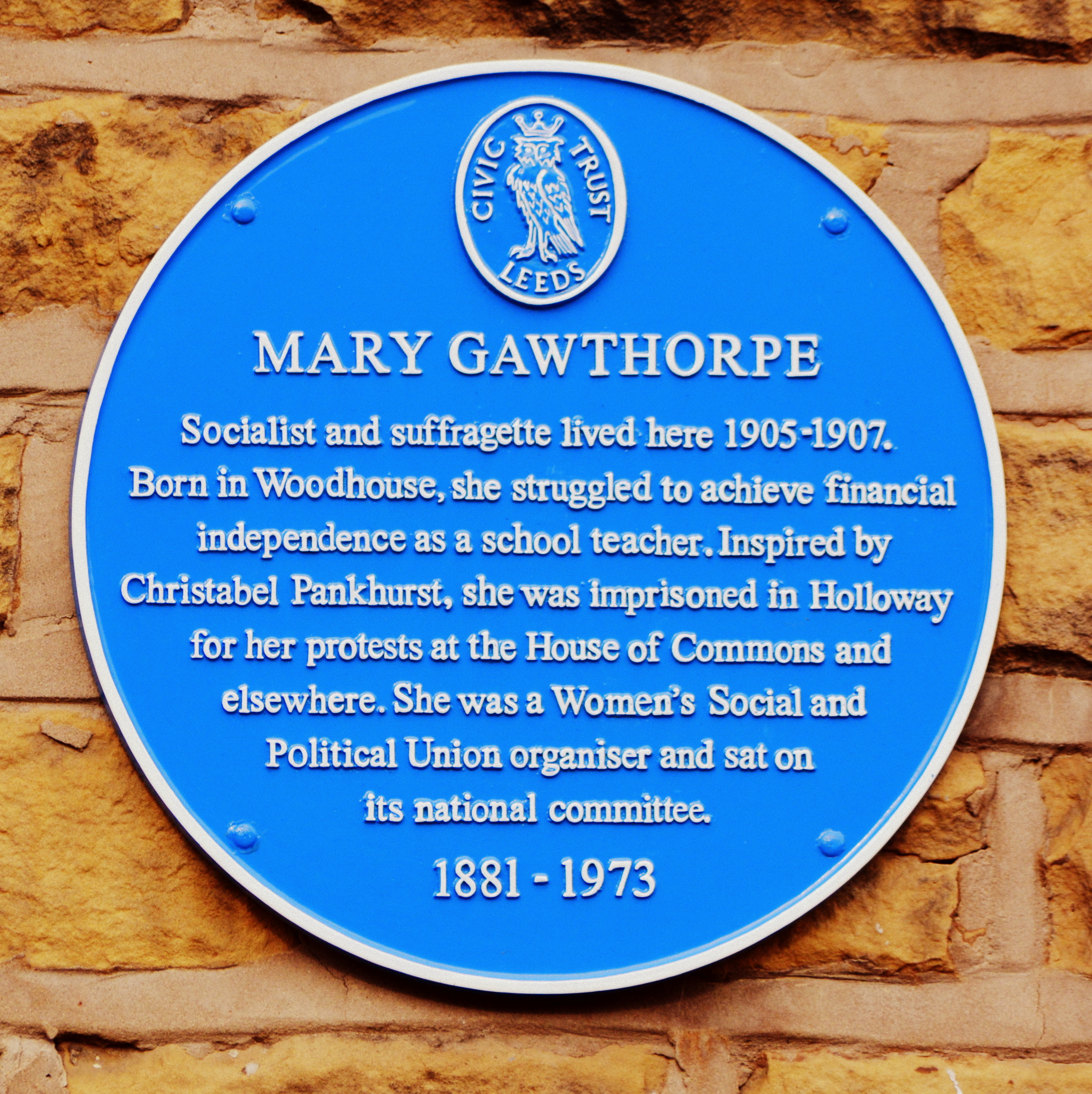
Una placa blava a Mary Gawthorpe a Bramley, Leeds

Mary Gawthorpe va parlar en diferents actes nacionals, inclòs un míting a Hyde Park al 1908, al qual van assistir més de 200.000 persones. A més de ser empresonada en diverses ocasions per la seua activitat política, també fou colpejada i patí ferides greus internes després d'esbroncar Winston Churchill al 1909.
A l'octubre de 1906, l'arrestaren després d'una manifestació a la Cambra dels Comuns i la sentenciaren a dos mesos de presó. Després d'eixir de la presó, fou arrestada en una altra manifestació a la Cambra dels Comuns al febrer del 1907 i fou "greument colpejada i no va poder comparéixer davant el tribunal". El cas fou desestimat al mes següent.
Al novembre del 1907, fou arrestada, aquesta volta amb Dora Marsden i Rona Robinson en la Universitat de Manchester, per demanar a Lord Morley per les dones empresonades a Birmingham. Les tres dones foren expulsades de la reunió i foren arrestades violentament per la policia.
En les eleccions del 1910 a Southport, Mary Gawthorpe, junt amb les seues companyes Dora Marsden i Mabel Capper, foren assaltades mentre es manifestaven en les cabines de votació. Al febrer, les tres sufragistes van presentar càrrecs contra tres homes per agressió. Els càrrecs foren desestimats pels magistrats. Fora del jutjat, la policia va intervenir en els enfrontaments entre els partidaris dels processaments i els de les tres recurrents.
Al febrer del 1912, Mary Gawthorpe trencà una finestra del Ministeri de l'Interior en protesta per l'empresonament i el tracte brutal al sufragista William Ball. Ella va exigir ser empresonada; el magistrat, però, ho descartà per motius mèdics.
Amb Dora Marsden, Mary Gawthorpe fou codirectora del diari The Freewoman: A Weekly Feminist Review, que tractava temes com el treball assalariat de les dones, el treball domèstic, la maternitat, el moviment sufragista i la literatura. La seua notorietat sorgia pels seus debats oberts sobre sexualitat, moralitat i el matrimoni, i va instar a la tolerància cap a l'homosexualitat masculina. Per problemes de salut i desacords amb Dora Marsden, Mary renuncià al càrrec de codirectora; la seua darrera publicació fou del 7 de març del 1912.
Mary Gawthorpe va emigrar a Nova York el 1916. Va participar en el moviment sufragista i en el sindical, i fou consellera del sindicat Amalgamated Clothing Workers of America. Va relatar els seus esforços en l'autobiografia Up Hill to Holloway (1962).

## Reconeixement pòstum
El seu nom i foto (i els d'altres 58 suffragettes) són al pedestal de l'estàtua de Millicent Fawcett al Parliament Square, Londres, inaugurada el 2018.